# Yang Fangxu
Pour les articles homonymes, voir Yang.
Yang Fangxu est une joueuse chinoise de volley-ball née le 6 octobre 1994 dans le Shandong. Elle a remporté avec l'équipe de Chine le tournoi féminin aux Jeux olympiques d'été de 2016 à Rio de Janeiro.